# Распределение Мояла
История появления распределения Мояла:
Распределение Мояла было впервые предложено в статье 1955 года физиком Дж. Э. Моялом, описывающим статистические методы в квантовой механике. Распределение моделирует энергию, теряемую быстрой заряженной ча-стицей во время ионизации.
Применение:
Распределение, введенное Моялом в 1955 году, привлекло внимание стати-стиков в последние годы, и оно широко используется в физике в течение многих лет. Оно было получено как явное выражение распределения Ландау. Распределение Мояла может быть определено как универсальная форма потери энергии при ионизации для быстрая заряженная частица и количество ионных пар, образующихся в этом процессе. Он также используется при рассмотрении квантового резонанса и атомной структуры поглотителя. Хотя модальное распределение широко используется в физике, оно не привлекло достаточного внимания в статистической литературе.
Функция распределения:
cdf(x,μ,σ)= erfc(exp⁡(-(x-μ)/2σ)/√2)
Функция плотности распределения:
f(x,μ)=1/√2πσ exp⁡(-((x-μ)/2)-1/2 exp⁡(-x+μ))
μ — параметр смещения;
σ - параметр показывает смещение относительно оси ординат
Примечания